# Butch Cassidy
Butch Cassidy, prawdziwe nazwisko i imię: Robert LeRoy Parker (ur. 13 kwietnia 1866, zm. 1908?) – amerykański sławny przestępca z Dzikiego Zachodu, który zyskał rozgłos uczestnicząc w napadach na pociągi.
Robert LeRoy Parker urodził się w Beaver w stanie Utah. Jego rodzicami byli angielsko-szkoccy imigranci należący do kościoła mormońskiego – Maximilian Parker i Ann Campbell Gillies, którzy musieli opuścić rodzinną Anglię ze względu na prześladowania religijne. Parker wychowywał się na ranczu niedaleko Circleville, leżącego w odległości 480 km od Salt Lake City.
Rodzinny dom opuścił już jako nastolatek, na początku pracował w miejscowej farmie mlecznej. Następnie poznał Mike’a Cassidy’ego – koniokrada i złodzieja bydła. Często zmieniał miejsca pracy i przemieszczał się do kolejnych gospodarstw, krótko wykonywał też zawód rzeźnika (w Rock Springs w stanie Wyoming). Stąd właśnie wziął swój przydomek „Butch” (ang. butcher – rzeźnik), przejął także nazwisko swojego mentora i starego przyjaciela Mike’a.

## Przestępcza kariera

### 1880–1887
Pierwszy konflikt z prawem Parker miał już w wieku 14 lat (ok. 1880 r.). Wówczas to po długiej podróży do sklepu odzieżowego w innym mieście zastał zamknięte drzwi. Postanowił więc samowolnie sobie je „otworzyć” a następnie zabrał dżinsy. Szczęśliwie dla niego sąd uniewinnił go później mimo oburzenia sklepikarza.
Pracę na ranczu kontynuował do 1884 r., następnie na krótko przeniósł się do Telluride w Kolorado pod pozorem znalezienia nowej pracy, a w rzeczywistości w celu dostarczenia tam skradzionych koni. Później znowu pracował w gospodarstwach w Montanie i Wyoming. W 1887 r. wrócił do Telluride, gdzie spotkał Matthew Warnera, właściciela konia wyścigowego. Razem z nim uczestniczył w wyścigach konnych i dzielił się z nim uzyskanymi stąd nagrodami. W tym czasie poznał też braci Williama i Thomasa McCarty'ch, którzy okazali się pomocni we wdrożeniu go w tajniki i taktykę napadów na pociągi.
To właśnie ta trójka była prawdopodobnie odpowiedzialna za atak na pociąg w pobliżu Grand Junction (Kolorado). Cała akcja zakończyła się skromnym sukcesem zamykającym się w sumie 150 $, ponieważ rabusie uwierzyli opiekunowi znajdującego się tam sejfu, że nie zna on do niego szyfru.

### 1889–1894
Natomiast ta grupa razem z czwartą nieznaną osobą była na pewno odpowiedzialna za obrabowanie banku San Miguel Valley w Telluride. Tutaj łupem przestępców padło 21 tys. $. Po tej udanej akcji złodzieje ukryli się w odległej kryjówce w południowo-wschodniej części Utah.
W 1890 r. Parker kupił ranczo niedaleko Dubois w stanie Wyoming. Miejsce to leżało w pobliżu sławnego Hole-in-th-Wall, była to naturalna kryjówka ze względu na ukształtowanie terenu dla ludzi mających kłopoty z prawem. Dlatego też zawsze istniało podejrzenie, iż zajmowanie się „hodowlą” przez Parkera (która zresztą była dla niego niedochodowa) było w rzeczywistości przykrywką dla nielegalnej działalności, w której mogli być pomocni przestępcy ukrywający się w Hole-in-the-Wall.
W 1894 r. Parker został aresztowany w Lander w stanie Wyoming za kradzież koni. Karę za to odsiadywał w więzieniu stanowym w Laramie. Z dwuletniego wyroku pozbawienia wolności odbył 18 miesięcy i został wypuszczony w styczniu 1896 r. po złożeniu przyrzeczenia gubernatorowi stanu Wyoming Williamowi Alfordowi Richardsowi, że nie popełni już przestępstwa na terenie tego stanu. W zamian za to darowano mu część kary.

### 1896–1897
Po opuszczeniu zakładu karnego związał się z grupą przestępczą, do której należeli: Harvey Logan (alias Kid Curry), Ben Kilpatrick, Elza Lay i Harry Tracy. Z tymi i z kilkoma innymi osobami Butch Cassidy utworzył gang pod nazwą Wild Bunch. Od tego momentu jego działalność przybrała na sile.
Członkowie Wild Bunch byli często przedstawiani jako osoby nie stosujące przemocy, ale w rzeczywistości byli oni odpowiedzialni za śmierć wielu osób.
Zadziwiające jest, że Kid Curry nie stał się tak znany jak Sundance Kid, który dołączył do gangu później. Ten ostatni był uważany za „najszybszego strzelca na Dzikim Zachodzie” pomimo tego, że udowodniono mu uczestniczenie tylko w dwóch strzelaninach, przy czym nie można stwierdzić, czy zabił on w nich jakąkolwiek osobę. Natomiast sam Kid Curry jest odpowiedzialny za śmierć co najmniej 7 osób. 2 czerwca 1899 r. gang obrabował pociąg Union Pacific w pobliżu Wilcox w Wyoming. Cała akcja stała się znana po tym, jak wielu sławnych stróżów prawa udało się w bezskuteczny pościg za bandytami. W strzelaninie, która wywiązała się pomiędzy ściganymi a ścigającymi Kid i George Curry zastrzelili szeryfa Joe Hazena.
13 sierpnia 1896 r. Parker, Lay i nieznana trzecia osoba obrabowali bank w Montpelier w stanie Idaho, zabrali stamtąd 7 tys. $. Niedługo potem do grupy Cassidy’ego dołączył Harry Alonzo Longabaugh (alias Sundance Kid). 21 kwietnia 1897 r. w górniczym miasteczku Castle Gate (Utah) Parker i Lay zastawili zasadzkę na małą grupę ludzi przewożących pieniądze na wypłaty dla pracowników kopalni węgla. Tym razem w ich rękach znowu znalazła się suma 7 tys. $. Rabusie uciekli do Robbber's Roost. 11 lipca 1899 r. Lay i inni uczestniczyli w napadzie na pociąg w Folsom (stan Nowy Meksyk). Do końca nie wiadomo czy Parker planował ten atak oraz czy uczestniczył w nim bezpośrednio. W każdym razie w czasie tej akcji wywiązała się strzelanina, w której Lay, najlepszy przyjaciel i najbardziej zaufany współpracownik Cassidy’ego zastrzelił szeryfa (Edward Farr) i jego pomocnika (Henry Love). Za ten czyn Lay został później skazany na dożywocie i osadzony w więzieniu w Nowym Meksyku.
Parker po tej stracie próbował się ułożyć z Heberem Wellsem, wówczas gubernatorem stanu Utah. Jednak Wells nie zgodził się na ogłoszenie amnestii. Zamiast tego polecił Parkerowi porozumienie się z liniami kolejowymi Union Pacific w taki sposób, aby przekonać zarząd tej firmy do wycofania się z oskarżeń wobec niego. Do spotkania tego jednak nigdy nie doszło, Cassidy zrażony do polityków i do Union Pacific zaczął się niecierpliwić. Union Pacific próbowało się dogadać z nim poprzez starego przyjaciela Parkera Matthew Warnera, który wtedy został wypuszczony z więzienia. Jednak wszelkie możliwości porozumienia stały się niemożliwe po tym, jak Parker razem z Harrym Longabaughem i innymi napadł na pociąg Union Pacific niedaleko Tripton w Wyoming 29 sierpnia 1900 r. Było to też jawne pogwałcenie umowy dotyczącej warunkowego zwolnienia z odbywania kary, którą Cassidy zawarł wcześniej z gubernatorem stanu Wyoming.

### 1900–1901
Następnie Parker, Longbaugh i trzeci mężczyzna pojechali do Winnemucca w Nevadzie, gdzie 19 września 1900 r. napadli na First Nacional Bank. Ich łupem padło wtedy 32 tys. $. W grudniu 1900 r. Parker został uwieczniony na fotografii – Fort Worth Photograph, na której znalazł się razem z Longbaughem, Harley Loganem, Benem Kilpatrickiem i Williamem Carterem. Kopię tej fotografii Agencja Pinkertona użyła w swoich listach gończych. Później Parker i Longbaugh udali się na wschód do Nowego Jorku. Skąd 20 lutego 1901 r. razem z Ettą Place, towarzyszką Longbaugha popłynęli na pokładzie brytyjskiego parowca do Buenos Aires w Argentynie. Po przybyciu na miejsce cała trójka osiedliła się na zakupionym niedaleko Cholili (prowincja Chubut, zachodni brzeg rzeki Rio Blanco) ranczu.
3 lipca 1901 r. pozostali członkowie gangu Wild Bunch napadli na pociąg niedaleko Wagner w Montanie, gdzie zabrali 65 tys. $. Wtedy też Kid Curry wrócił do Konxville, było to dziwne posunięcie z uwagi na to, że w tym samym mieście zabił on ostatnio dwóch policjantów. 30 listopada 1902 r. Curry został pojmany po długiej walce. Został skazany na 20 lat ciężkich robót i 5 tys. $ grzywny za udowodnione mu napady, natomiast oskarżenie nie potrafiło udowodnić mu winy co do morderstwa dwóch policjantów. Jednak 27 czerwca 1903 r. Curry’emu udało się uciec. Niektórzy przypuszczali, że Curry wręczył 8 tys. $ łapówki zastępcy szeryfa w zamian za pomoc w ucieczce.
17 czerwca 1904 r. Curry ze swoim towarzyszem Loganem zostali wytropieni niedaleko Parachute w Kolorado. Wywiązała się zaciekła wymiana ognia, a Curry według niektórych miał popełnić samobójstwo po tym jak jego sytuacja stała się beznadziejna. Natomiast co do Logana istniały pogłoski, iż zdołał wyjść z całego zajścia cało i do końca, tak samo jak w przypadku Butcha Cassidy’ego i Sundance Kida, nieznane były dokładnie okoliczności jego śmierci.

### 1905 i ostatnie lata życia
14 lutego 1905 r. para bandytów porozumiewających się po angielsku (mogli to być Parker i Longbaugh) zaatakowała Banco de Tarapacá y Argentyno w Río Gallegos (1100 km na południe od Cholili, niedaleko Cieśniny Magellana). Uciekli oni z sumą o równowartości co najmniej 100 tys. $. Przestępcy rozpłynęli się później gdzieś na patagońskich stepach.
1 maja 1905 r. Parker i jego towarzysze sprzedali ranczo w Cholili po tym jak zaczęła się na nich zaciskać pętla stróżów prawa. Agencja Pinkertona wytropiła ich i znała dokładny adres, ale deszczowa pogoda uniemożliwiła ich agentowi Frankowi Dimaio dokonanie aresztowania. Gubernator Julio Lezana wydał nakaz aresztowania, ale szeryf Edward Humphreys, Argentyńczyk walijskiego pochodzenia, który był zaprzyjaźniony z Parkerem i zakochany w Ettcie Place uprzedził o tym całą grupę. Trójka zbiegów uciekła na północ do Bariloche, gdzie udało im się dostać na pokład parowca, który przewiózł ich przez jezioro Nahuel Huapí do Chile. Jednak pod koniec tego samego roku znaleźli się znowu w Argentynie. Dokonali tam 19 grudnia 1905 r. napadu na Banco de la Nacion w Villa Mercedes (640 km na zachód od Buenos Aires), ukradli 12 tys. pesos. Mimo pościgu udało się im przebyć pampę i Andy i znaleźć znowu bezpieczne schronienie w Chile.
30 czerwca 1906 r. Etta Place, która miała już dość ciągłego życia „na walizkach” została odwieziona do San Francisco przez Longbaugha. Tymczasem Parker (tym razem pod pseudonimem James „Santiago” Maxwell) zatrudnił się w kopalni Concordia Tin Mine w Santa Vela Cruz (boliwijskie Andy). Później po powrocie dołączył do niego Longbaugh. Do głównych obowiązków tej dwójki należało strzeżenie kwoty przeznaczonej na wypłaty. Parker, ciągle pragnący osiadłego życia ranczera wybrał się na wyprawę razem z Longbaughem w końcu 1907 r. do Santa Cruz de la Sierra – granicznego boliwijskiego miasta. Tutaj znalazł wymarzone miejsce do osiedlenia się.

## Śmierć
Okoliczności śmierci Parkera są niejasne. 3 listopada 1908 r. niedaleko San Vicente w południowej Boliwii kurier przewożący pieniądze na wypłaty dla pracowników został napadnięty przez dwóch amerykańskich bandytów. Trzy noce później dom Parkera i Longbaugha został otoczony przez małą grupę składającą się z miejscowego burmistrza, kilku urzędników i dwóch żołnierzy. Po trwającej pewien czas strzelaninie zrobiło się cicho a następnie słyszalny był strzał dochodzący z wnętrza domu po którym nastąpił krzyk człowieka i następny pojedynczy strzał. Atakujący czekali z wejściem do środka aż do następnego ranka a następnie ostrożnie weszli do domu. Wewnątrz znaleźli dwa ciała z licznymi ranami rąk i nóg. Jeden ze zmarłych był postrzelony w czoło a drugi w skroń. Wszystko wskazywało, że oblężeni popełnili samobójstwo. Ich zwłoki zostały następnie przeniesione do miejscowego cmentarza San Vicente i pogrzebane niedaleko grobu niemieckiego górnika.
Według niektórych Parker powrócił przed tymi wydarzeniami do Stanów Zjednoczonych, żyjąc tam przez wiele lat w ukryciu i dlatego też nie mógł być jednym z przestępców zabitych w San Vicente. Tak twierdziła m.in. w napisanej biografii brata jego siostra, która cytowała wypowiedzi kilku znajomych Parkerów, którzy widzieli Roberta LeRoya długo po wydarzeniach z 1908 r.

## Przydomki
- George Parker (prawdziwe imię i nazwisko według listów gończych Agencji Pinkertona)
- Butch Cassidy
- George Cassidy
- Lowe Maxwell
- James „Santiago”
- James Ryan

## Butch Cassidy w filmie
Historia życia Butcha Cassidy'ego była inspiracją do scenariuszy dla dwóch filmów:
- Butch Cassidy i Sundance Kid (oryg. Butch Cassidy and the Sundance Kid) z 1969 roku w reżyserii George’a Roya Hilla,

- Butch i Sundance – Lata młodości (oryg. Butch and Sundance: The Early Days) z 1979 roku w reżyserii Richarda Lestera – prequel filmu Butch Cassidy i Sundance Kid pokazujący ich młode lata.